# Кременчуцький міський центр соціальної реабілітації дітей-інвалідів
Кременчу́цький міськи́й це́нтр соціа́льної реабіліта́ції діте́й-інвалі́дів виконує програми комплексної реабілітації дітей з вадами фізичного та розумового розвитку, надає підтримку родинам, які виховують дітей з особливими потребами.

## Спеціалізація та структура Центру
Центр спеціалізується на реабілітуванні дітей з вадами зору та слуху, опорно-рухового апарату, інтелектуальними вади, ураженням центральної нервової системи, змішаними вадами.
Щороку 350 кременчуцьких дітей із різними інтелектуальними та фізичними вадами проходять курс безкоштовних реабілітаційних послуг Центру. Також два роки поспіль з 2009 р. у ньому проходять лікування та ранню адаптацію діти-інваліди із Комсомольську. Можливість проходити реабілітацію у 2012 р. з'явиться і у дітей Глобинського, Семенівського, Лохвицького та інших районів Полтавської області.
Штатна чисельність працівників Центру — 31. З дітьми працюють: невролог, ортопед, педіатр, медсестра фізіотерапевтичного кабінету, фахівець з фізичної реабілітації, гідрокінезотерапевт, масажисти, психолог, логопед, вчителі-реабілітологи та інші.
До початку 2010 р. тренери дитячої кінно-спортивної школи «Фаворит» проводили для пацієнтів Центру реабілітації уроки з іпотерапії. Із серпня 2011 р. ця програма відновилась. Гроші на транспортування тварин виділила міська влада в рамках програми «Турбота». Ініціатором відновлення фінансування занять з іпотерапії стала фракція партії «Рідне місто» у міській раді. Заняття планується проводити двічі на тиждень. Всього за тиждень заняття проводили 100 дітям. Тривали заняття до кінця 2011 року.
У 2011 р. з міського бюджету було виділено 1 млн. 200 тисяч гривень на утримання центру. З 2012 р. Центр підпорядковуватиметься області.

## Історія створення
Ідея створення належить Колесник Надії Геннадіївні — першому директору закладу.
Для створення Центру в 2001 р. було виділено приміщення колишнього дитячого садка.
1 жовтня 2002 року був відкритий перший у Полтавській області центр ранньої соціальної реабілітації дітей-інвалідів.
Окрім медичного супроводу, з 2008 р. у Центрі діє програма з профорієнтації. Спеціалісти допомагають виявити та розвинути здібності дитини, радять навчальний заклад, де вона зможе продовжити навчання.
29 жовтня 2009 р. було відкрито II корпус Центру. В ньому розміщене приміщення з басейном для дітей-інвалідів.
У липні 2011 р. міська влада досягла попередньої домовленості із ПАТ «Крюківський вагонобудівний завод» щодо передачі частини гуртожитку для створення в цьому приміщенні стаціонарного відділення.

## Меценатство
Бургомістр пан Райнер Штольц з 2006 року тісно співпрацює з Центром. За період з 2006 року у Німеччині змогли відпочити та оздоровитись, а також пройти додаткове медичне обстеження 35 дітей. У 2011 р. ще 7 вихованців Центру соціальної реабілітації дітей-інвалідів побували у м. Штоках. Фінансове забезпечення повністю взяла на себе німецька сторона, батьки оплатили лише проїзд.